# Hugo Rheinhold

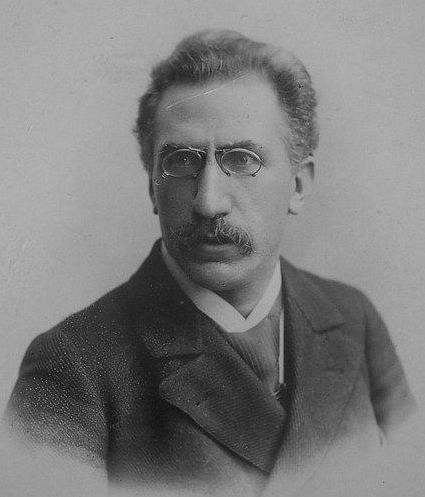
Hugo Rheinhold

Wolfgang Hugo Rheinhold (* 26. März 1853 in Oberlahnstein; † 2. Oktober 1900 in Berlin) war ein deutscher Bildhauer. Sein wohl bekanntestes Werk ist der Affe mit Schädel.

## Leben
Hugo Rheinhold war ein Sohn des Kaufmanns Seligman Rheinhold (1811–1871) und der Josephine geb. Ochse (1826–1909). Er besuchte zunächst die Schule in Koblenz. Im Alter von 21 Jahren ging er als Händler in die USA, wo er von 1874 bis 1879 in San Francisco lebte; im Jahr 1879 siedelte er nach Hamburg um. Im darauf folgenden Jahr heiratete er seine Jugendliebe Emma Levy aus Köln, die aber bereits 1882, also nach anderthalb Jahren Ehe, verstarb. Emmas Tod veränderte Rheinholds Leben. Er verkaufte sein Geschäft und zog nach Berlin, um an der Friedrich-Wilhelms Universität (heute Humboldt-Universität zu Berlin) Philosophie zu studieren. Im Jahr 1886 war er Schüler der Bildhauer Ernst Herter und Max Kruse, bevor er sich offiziell als Student an die Berliner Akademie der Künste einschrieb (1888–1892).
Der Fabrikant und Mäzen Otto Rheinhold war sein jüngerer Bruder.

## Werke
Rheinhold produzierte eine Reihe beachteter Werke in einem kurzen Lebensabschnitt. Dazu gehören die Lesenden Mönche, eine Büste des Sozialisten August Bebel und Am Wege (1896). Rheinhold bewahrte sein jüdisches Erbe, arbeitete im Deutsch-Israelitischen Gemeindebund mit und schuf die Skulptur "Die Kämpfer" als Protest gegen den Antisemitismus. Rheinhold’s letztes Werk Brunnengrotte mit zwei Wassergottheiten wurde kurz vor seinem Tod im Jahr 1900 ausgestellt. Heute ist sein wohl bekanntestes Werk der Affe mit Schädel.

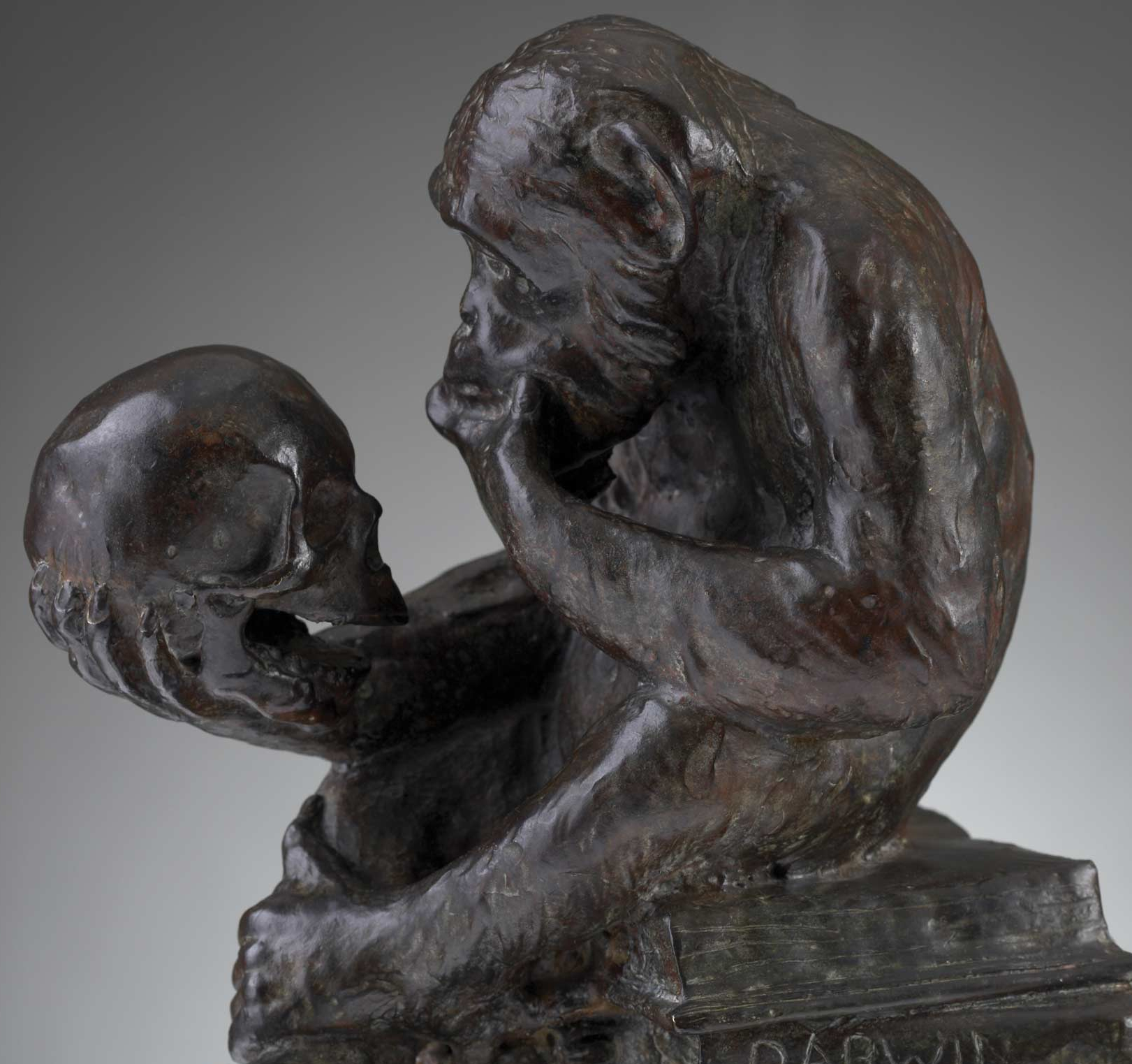
Affe mit Schädel 1893
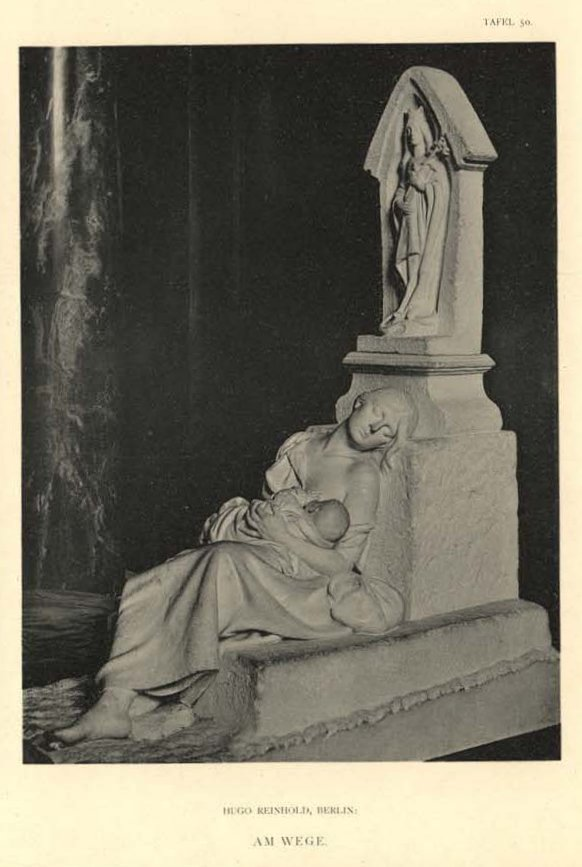
Am Wege 1894
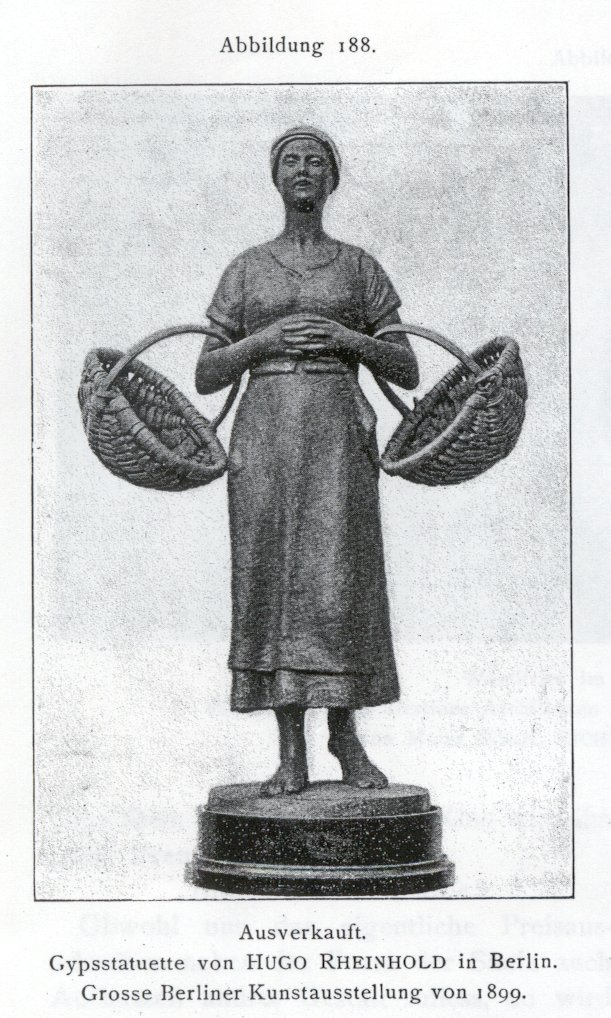
Ausverkauft 1899
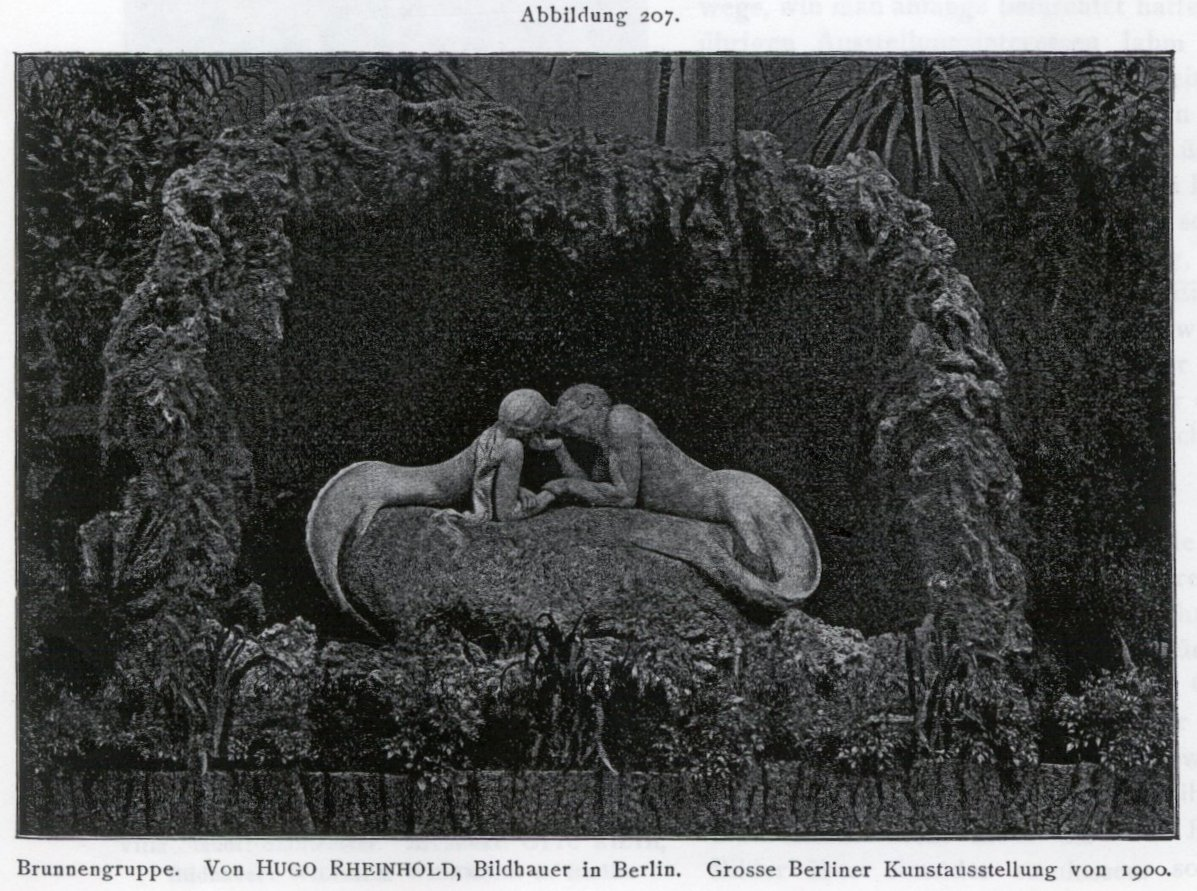
Brunnengruppe 1900
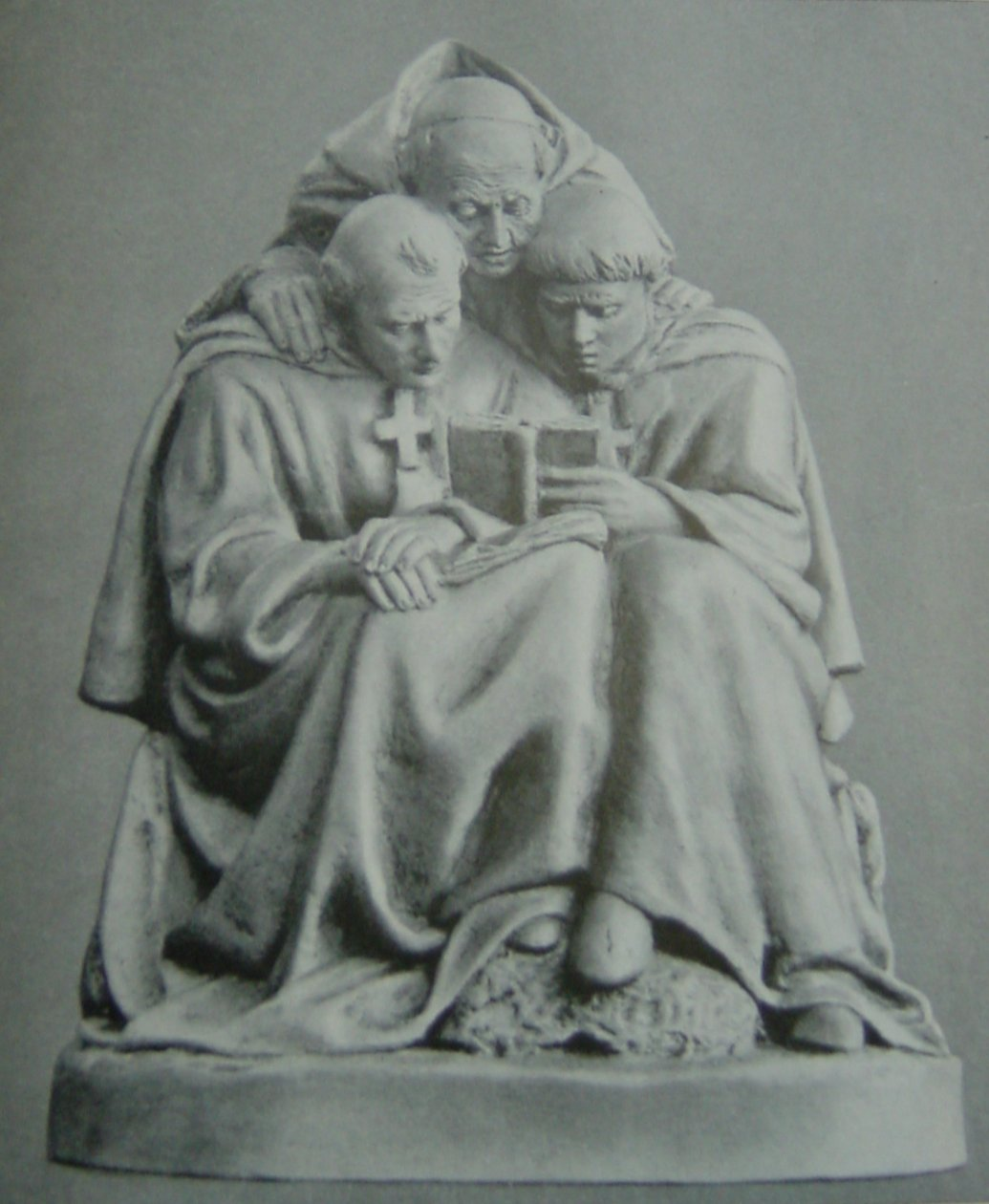
Lesende Mönche 1900